# Cseh Gábor (festő)
Cseh Gábor (Miskolc, 1941. augusztus 2. –) magyar festőművész.

## Élete

### Gyermekkor, ifjúság, tanulmányok
A művész egyke gyermekként Miskolcon látta meg a napvilágot, ahonnan még csecsemőkorában elköltözött szüleivel Szolnokra, így szülővárosa nem hagyott nyomot emlékeiben és nem volt hatással életére.
Gyermekkorát Szolnokon töltötte, ahol rokonságának nagy része ma is él, így ezt a várost tekinti származásának, ahová legszebb gyermekkori emlékei kötik. Itt kezdte általános iskolai tanulmányait (1947–50).
Apja Cseh József katonatiszti hivatása miatt a család folyamatos költözött, így alapfokú tanulmányait Kapuváron (1950–53), majd Pápán (1953–55) kényszerült folytatni.
A család végül Szekszárdon telepedett le 1955-ben.
Itt szerezte gimnáziumi érettségijét (1955–1959), majd az apja és a kor akkori elvárásainak megfelelően villamos-gép tekercselői szakmát tett (1959–61). Tanulmányait a Kaposvári Tanítóképző Főiskolán folytatta, ahol általános tanítói diplomát szerzett.
Szekszárdon aktívan részt vett a zenei és sport életben. Fúvószenekari tagként trombitált, emellett NB II-ben focizott, majd kézilabdázott. Itt élt egészen idős koráig is, 2016-ban azonban arra kényszerült, hogy elköltözzön a városból. 2016-ban Kelebiára költözött, ott a falu gyerekeit tanítja rajzolni, festeni.

### Munkahely, család
Egyetlen főállású munkahelye volt, 1964 és 1991 között BM. Tm-i Rendőr-főkapitányság Művelődési Otthon vezető, főelőadó. Mivel elsősorban festőnek tartotta magát és csak másodsorban rendőrnek, így ahogy lehetőség nyílt rá, 1991-ben korkedvezménnyel alezredesi rangban nyugdíjba vonult, hogy ezután csak a művészetének éljen.
Két fia született, elvált, jelenleg is egyedülállóként él.

## Művészete

### Ifjúkor
A Szolnoki művésztelep mellett nőtt fel. Festők mellé szegődve járta be a Zagyva-partot, valami ismeretlen vágyat érezve a színek titkainak megismerése iránt. Gyermekként nagy hatással volt rá Chiovini Ferenc festőművész, aki a művészteleppel is megismertette. A spontán érdeklődés életre szóló hatást váltott ki benne. A művészettel kötött barátsága egyre mélyült, akkor még nem is sejtette, hogy egyszer életformájává válik. Életútja irányításában meghatározó szerepe volt a nagyszülői környezetnek, kiváló tanárainak, mestereinek. Tőlük tanulta meg a munka szeretetét, az alkotás örömét és az emberek tiszteletét. Mesterei: [Pápán Bíró Károly festőművész irányítása alatt dolgozott és már díjakat is kapott rajzpályázatokon. Szekszárdon Wallacher László és Lázár Pál festőművész keze alatt fejlődött. Ekkor már rendszeresen szerepelt megyei csoportos kiállításokon. A főiskolai évek alatt Dr. Szirmay Endréné és Tomori Aladár művészek keze alatt fejlődött.
Kezdetben tus rajzolással, linómetszetekkel és grafikai eljárásokkal kísérletezett. Rajzai egyre gyakrabban megjelentek helyi és országos lapok hasábjain. Az általa kikísérletezett technikáról portréfilm is készült, amelyet 1968-ban a Magyar Televízió is bemutatott.

### Művészetének kiteljesedése
Munkássága során sokat kísérletezett különböző eljárásokkal, Így kezdett el olajjal dolgozni, mely technika a legmeghatározóbb lett művészetében. 1980-tól használja az általa kifejlesztett egyéni technikát. Ennek lényege, hogy homok felpakolásával a képein rücskös, rusztikus és sima felületek váltakoznak elősegítve, a kép mondanivalójának kiemelését. A művész realista ábrázolású képein a technika nem öncélú, hanem az a fényárnyék hatásának kiemelésére szolgál. Legkiemelkedőbb és legnagyobb formátumú képei ebben a technikában készülnek.
```
Talán a szakmai kihívás vagy a változatosság késztette Cseh Gábort, hogy érettebb művészi korszakában elkezdjen foglalkozni a festészet egyik legnehezebb technikájával, az 
akvarellel
. Főként nagyméretű akvarelleket készít, elsősorban „lazúros festékkel, vizes alapon” technikával, amely gyorsaságot és pontosságot igényel. Sok előkészítő munkát végez, mert a képet rövid idő alatt kell befejezni. Előfordul, hogy 5–6 próbát kell megfestenie, amíg az általa elképzelt színtónusokat, összhatást el tudja érni. Ezt a technikát nagyméretű formátumban igen kevesen alkalmazzák a kortárs művészek közül.
```

1966 óta több mint 150 önálló kiállítása volt szerte az országban és külföldön is. Művei megtalálhatók számos magángyűjtő otthonában országszerte, Európa sok országában, valamint a tengerentúlon is.
Jelenleg is folyamatosan dolgozik és tanítványokkal foglalkozik.
Példaképek: Paál László, id. Markó Károly, Aba-Novák Vilmos festőművészek.
Hatással voltak még rá: Chiovini Ferenc, Vecsési Sándor, Patay László kortárs festőművészek, Zórád Ernő, Gácsi Mihály, Würtz Ádám grafikusok.

### Ars poétikája
„A művésznek érzelmileg azonosulnia kell azokkal az emberekkel, akik között él, és azzal a tájjal, ahol él. Ellenkező esetben művészete nem lehet élő és mai.”
1955 óta élt Szekszárdon. Művészete során hosszú utat kellett megtennie, amíg rájött és tudatosult benne, hogy neki a pusztuló szurdikokat, a régi lebontásra ítélt utcákat, tanyákat, a Gemenci-erdőt kell festeni. Meg kell örökíteni az itt élő dolgos embereket, akik ezeket az értékeket létrehozták, ápolták. Hitelesen, közérthetően közvetít, olyan formai nyelven, hogy azt a hétköznapi emberek is értsék, hiszen róluk és nekik szól. Távol állnak tőle a szélsőséges, modern irányzatok, egyszerűen csak közvetíteni akar. Felhívni a figyelmet arra, hogy a legegyszerűbb tájnak is megvan a szépsége, csak észre kell venni. Ha nyitott szemmel járunk és felfedezzük a körülöttünk lévő világ sok-sok szépségét, talán jobban tudunk vigyázni is rájuk. Egyes kritikusai szerint művészetének szociográfiai jelentősége is van, hiszen a város és környezetének történetét rögzíti folyamatosan. A vendégkönyvi bejegyzések, vélemények igazolják, hogy az emberek befogadták és szeretik műveit. Önállóan dolgozik, nem tagja szövetségeknek, művészeti csoportosulásoknak. A művészet válságáról sokat beszélnek manapság. Véleménye szerint csak egyes művészek vannak válságban. A művésznek ki kell mozdulnia „elefántcsont torony”-ból, vissza kell hódítani a tömegbázist. A művésznek szolgálni kell és nem uralkodni. Nem szabad önmaguknak emlékművet állítani. Bízzuk az értékelést az utókorra. Unokáink fognak ítéletet alkotni a művekről és művészekről. Csakis az igazi értékek fognak megmaradni, minden más feledésbe merül.

## Egyéb tevékenységei
A festészeten kívül az egész életét 3 dolog determinálja: a zene-ének, a sport és a humor. Ezek a tevékenységek összefüggésben állnak egymással. Fiatal korában színművészeti sikereket ér el, több színdarabban játszik.
Minden tevékenységét átitatta a sajátos „csehgabis” humor, Antal Imrével jó kapcsolatot ápolt, akivel 2004-ben viccfesztiválon közös zsűriben is szerepeltek. Jelenleg dolgozik vicckönyvének összeállításán.
Sokat lép fel nótaesteken, tervezi egy saját hanganyag elkészítését kedvenc nótáiról.
80 évesen is jó egészségben él és dolgozik. Ez köszönhető annak is, hogy gyermekkorától folyamatosan sportolt. Jelenleg kerékpározik, úszik.

## Elismerései
- 1986 Szocialista kultúráért kitüntetés
- 2007 VOSZ Tm-i Területi Príma díj Archiválva 2014. április 26-i dátummal a Wayback Machine-ben

## Kiadványai
- Cseh Gábor rajzai 1991
- Falinaptár 2001
- Karácsonyi üdvözlőlapok 28-féle 1998-2011 között